# لا کونر (واشینگتن)
لا کونر (به انگلیسی: La Conner) یک منطقهٔ مسکونی در ایالات متحده آمریکا است که در شهرستان اسکاگیت، واشینگتن واقع شده‌است. لا کونر ۱٫۲۵ کیلومتر مربع مساحت و ۸۹۱ نفر جمعیت دارد و ۱۷ متر بالاتر از سطح دریا واقع شده‌است.